# Jelonkowate
Jelonkowate (Lucanidae) – rodzina chrząszczy z podrzędu wielożernych i nadrodziny żuków. Obejmuje około 1200 znanych gatunków. Jest kosmopolityczna, ale najliczniej reprezentowana w tropikalnej Azji. Larwy żerują w spróchniałych pniach, kłodach i korzeniach roślin liściastych, a rzadziej iglastych. Dorosłe samce wielu gatunków mają duże, uzbrojone żuwaczki, służące do walk o samice. Liczne gatunki są zagrożone wyginięciem.

## Opis

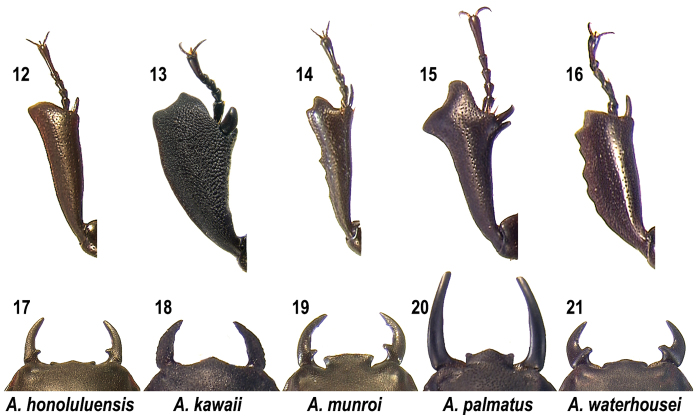
Porównanie budowy przednich goleni i żuwaczek u różnych gatunków z rodzaju Apterocyclus

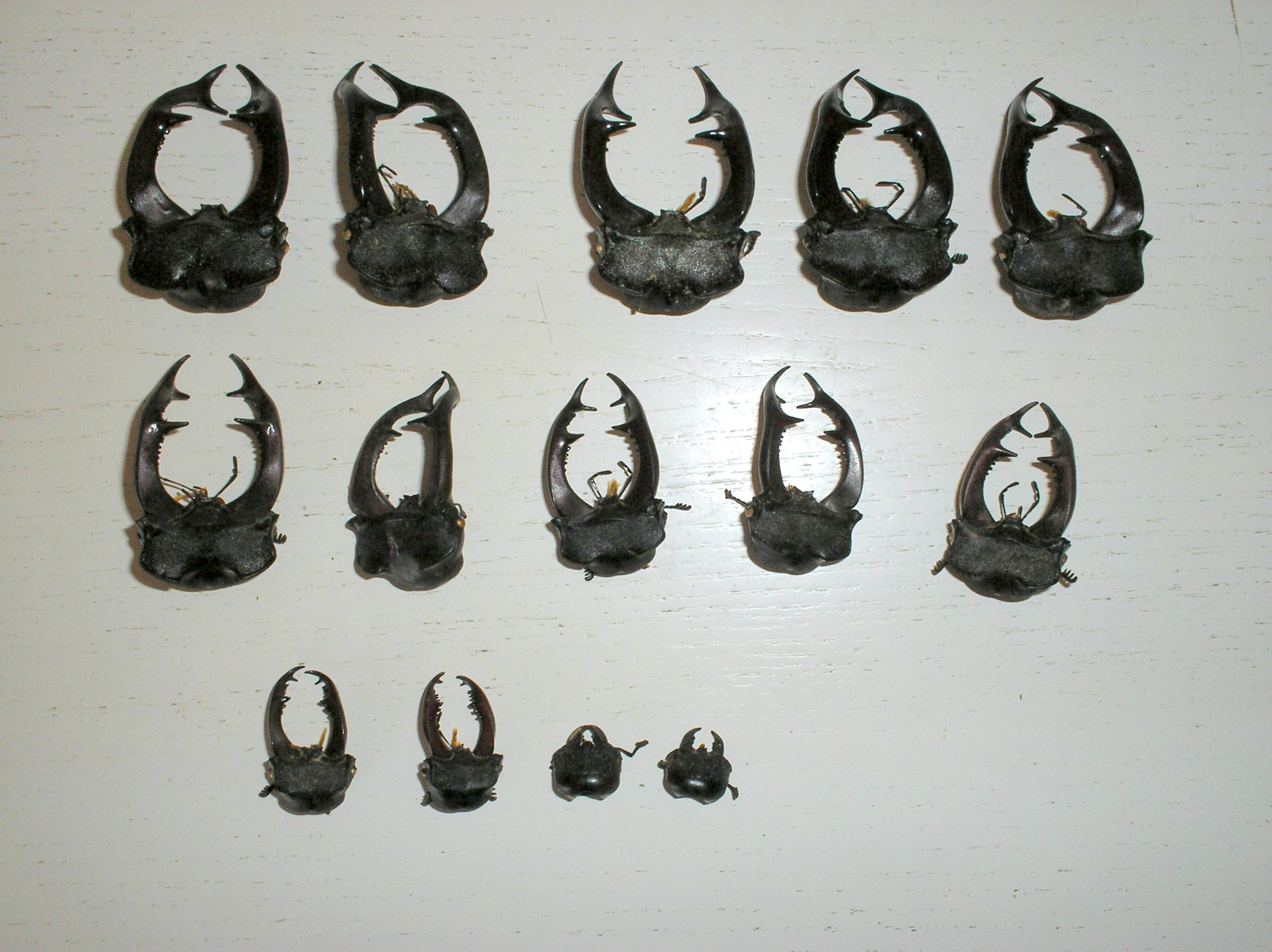
Głowy jelonków rogaczy – dwie ostatnie należą do samic, a pozostałe do samców

### Owad dorosły

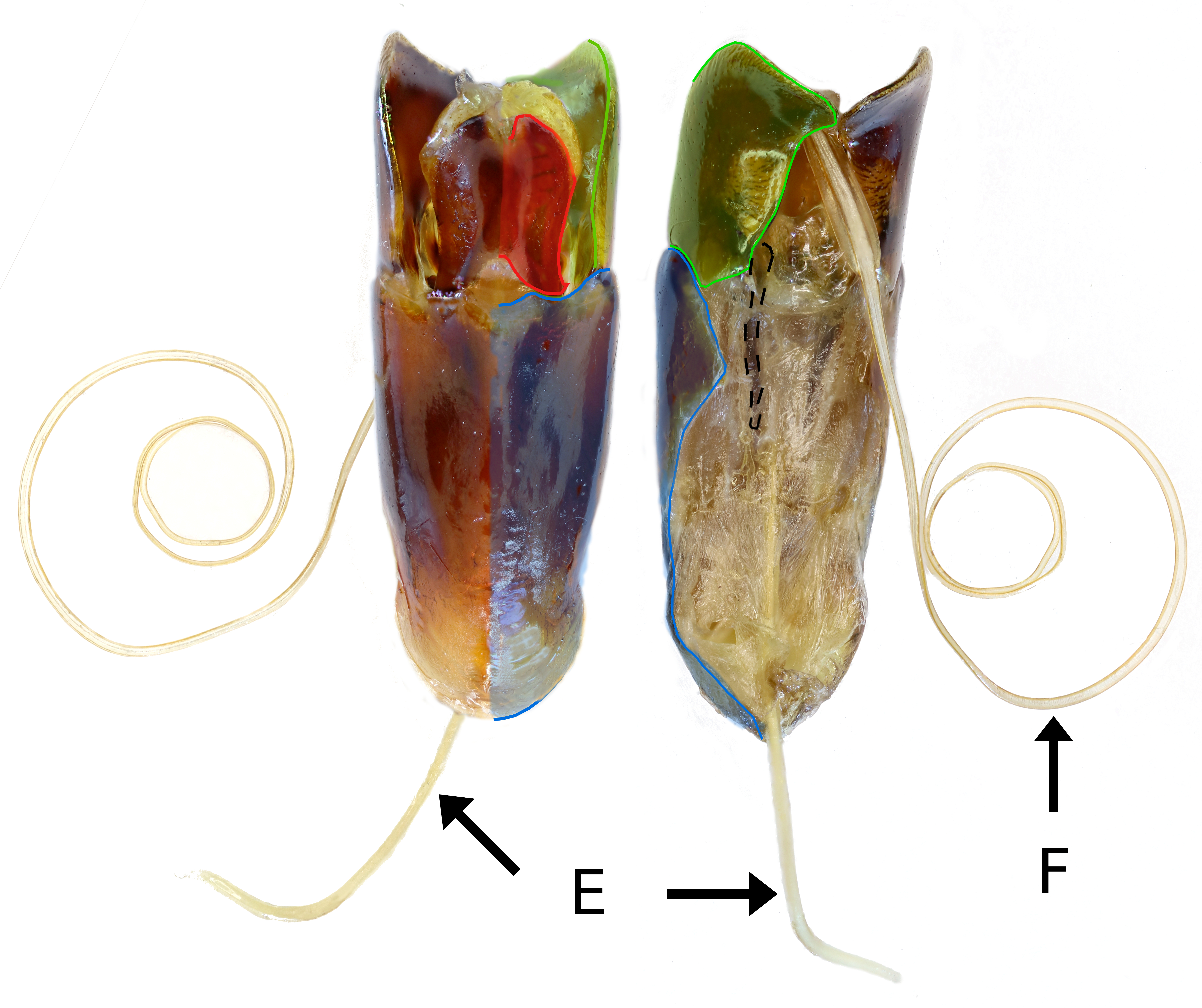
Aparat kopulacyjny (edeagus sensu lato) jelonka rogacza. Fallobaza pokolorowana niebiesko, paramery – zielono, część zesklerotyzowana – czerwono, fragment woreczka wewnętrznego – żółto. E: przewód wytryskowy, F: flagellum.

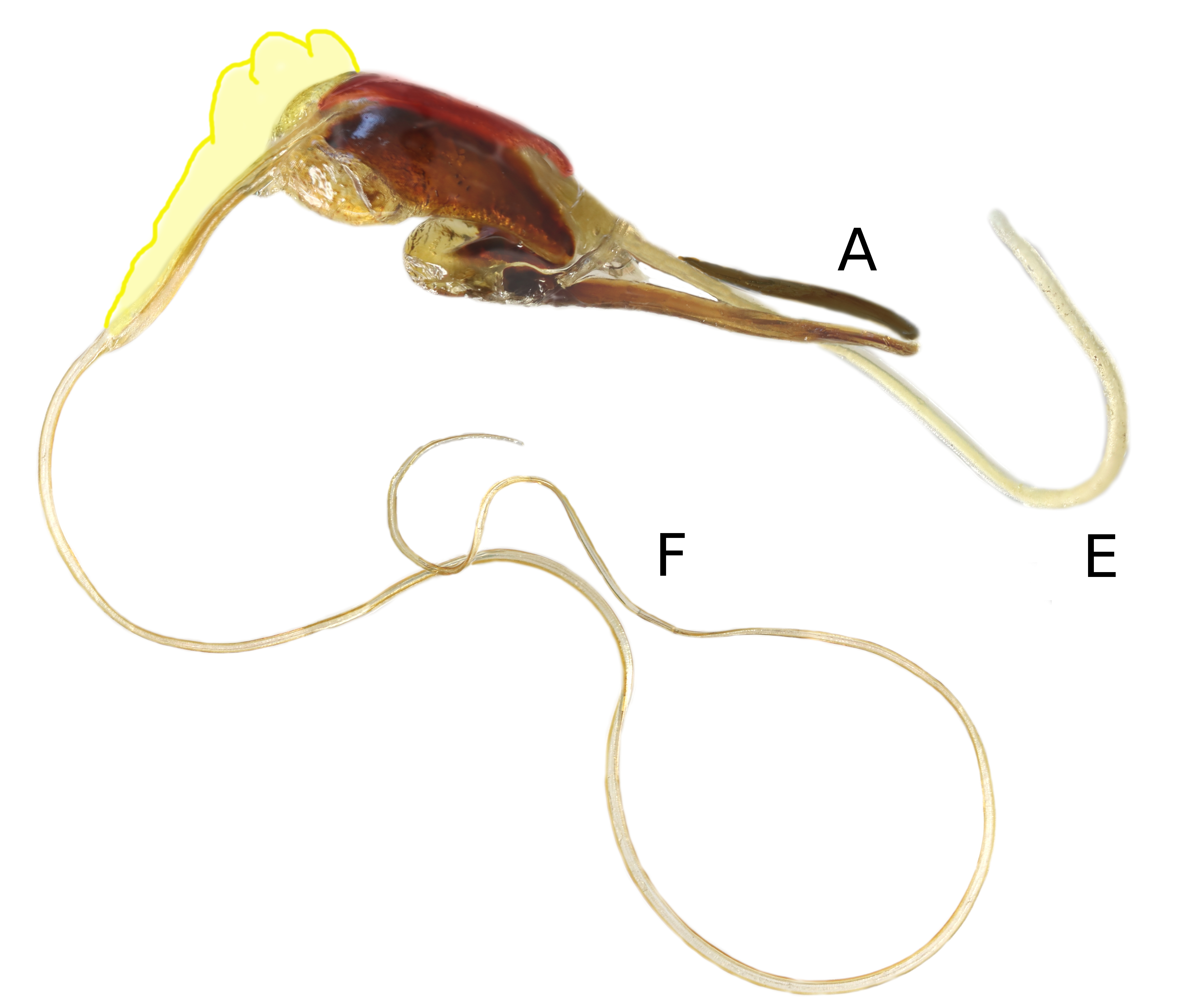
Prącie (edeagus sensu stricto) jelonka rogacza. A: apodema, E: przewód wytryskowy, F: flagellum

Chrząszcze te mają wydłużone, rzadziej przysadziste ciało o długości od 5 do około 90 mm. Może być ono przypłaszczone, słabo wysklepione lub walcowate. Ubarwienie jest najczęściej czarne, brunatne, brązowe, rudobrązowe, ceglaste, czasem z jaśniejszymi wzorami lub metaliczne (zwykle niebieskie, ale u Lampriminae także w innych barwach).
Ich prognatyczna głowa jest zwykle duża i szeroka. Czoło, nadustek i warga górna są scalone w jednolitą powierzchnię, która zaopatrzona może być w listewki lub guzki. Oczy są duże, zbudowane z eukonicznych lub akonicznych omatidiów. U niektórych gatunków od strony wewnętrznej na oko zachodzić może wypustka policzka, tzw. canthus, natomiast u pozostałych oczy są całobrzegie. Czułki są proste lub w różnym stopniu kolankowato zgięte. Buduje je 10 owłosionych członów. Pierwszy z nich, trzonek, jest bardzo długi, często zbliżony długością do wszystkich pozostałych razem wziętych. 3 do 7 ostatnich członów biczyka tworzy buławkę, która może być różnie wykształcona. U Lissapterus człony buławki są lekko tylko grzebieniaste, podczas gdy u innych mogą być blaszkowate lub wachlarzykowate. Żuwaczki są silnie rozwinięte i zawsze wystają poza przedni brzeg wargi górnej. Często przejawiają dymorfizm płciowy – u samców są większe i służą walkom oraz obronie przed drapieżnikami, ale są też o płciach nierozróżnialnych po cechach zewnętrznych (np. Figulus). Duże żuwaczki samców zwykle są uzbrojone, a mogą być nawet rozgałęziane, przypominając poroże jelenia (stąd nazwa rodziny). Żuwaczki mogą również wykazywać polimorfizm u samców tego samego gatunku – im mniejszy jest samiec tym mniejsze i słabiej uzbrojone są jego żuwaczki; np. u samców jelonka rogacza wyróżnia się 4 podstawowe stopnie rozwoju żuwaczek (telodont, mesodont, amphidont i priodont). Głaszczki szczękowe zbudowane są z 4, a wargowe z 3 członów.
Tułów jest silnie zesklerotyzowany. Przedplecze najczęściej jest równomiernie i słabo wypukłe oraz punktowane, ale może mieć różne wgłębienia i listewki. Tarczka jest widoczna, kształtu trójkątnego lub parabolicznego. Pokrywy mogą być od lekko spłaszczonych po silnie wysklepione. Ich powierzchnia może mieć punkty, czasem ustawione w rzędy. Skrzydła tylnej pary są dobrze rozwinięte. Żyłka medialna i kubitalna tworzą w ich użyłkowaniu pętlę, z której odchodzą dwie żyłki wierzchołkowe. Odnóża przystosowane są do kroczenia i grzebania, stosunkowo długie. Biodra mają poprzeczne, te środkowej pary odseparowane. Silnie rozwinięte golenie przedniej pary mają ząbki na krawędzi zewnętrznej, zwieńczoną zębem listwę na krawędzi wewnętrznej oraz ostrogę na wierzchołku. Golenie pozostałych par są smuklejsze, mają ostre zęby na krawędziach grzbietowych, listewki oraz po dwie ostrogi na szczytach. Stopy wszystkich par są pięcioczłonowe.
Odwłok jest płaski. Na jego spodzie widocznych jest pięć sternitów (wentrytów), z których pierwszy zasłaniają częściowo biodra tylnej pary odnóży. Na błonach pleuralnych występuje 8 funkcjonalnych przetchlinek odwłokowych. Pygidium jest całkowicie nakryte pokrywami lub nieco tylko odsłonięte. Aparat kopulacyjny samca jest silnie zesklerotyzowany, trójpłatowy. Edeagus ma wydłużony woreczek wewnętrzny zwieńczony flagellum, otoczonym przez pełniące funkcję ochronną paramery. Edeagus ów znajduje się w rurkowatym tegmenie, który z kolei osadzony jest w osłonce wewnątrz odwłoka.

### Stadia rozwojowe

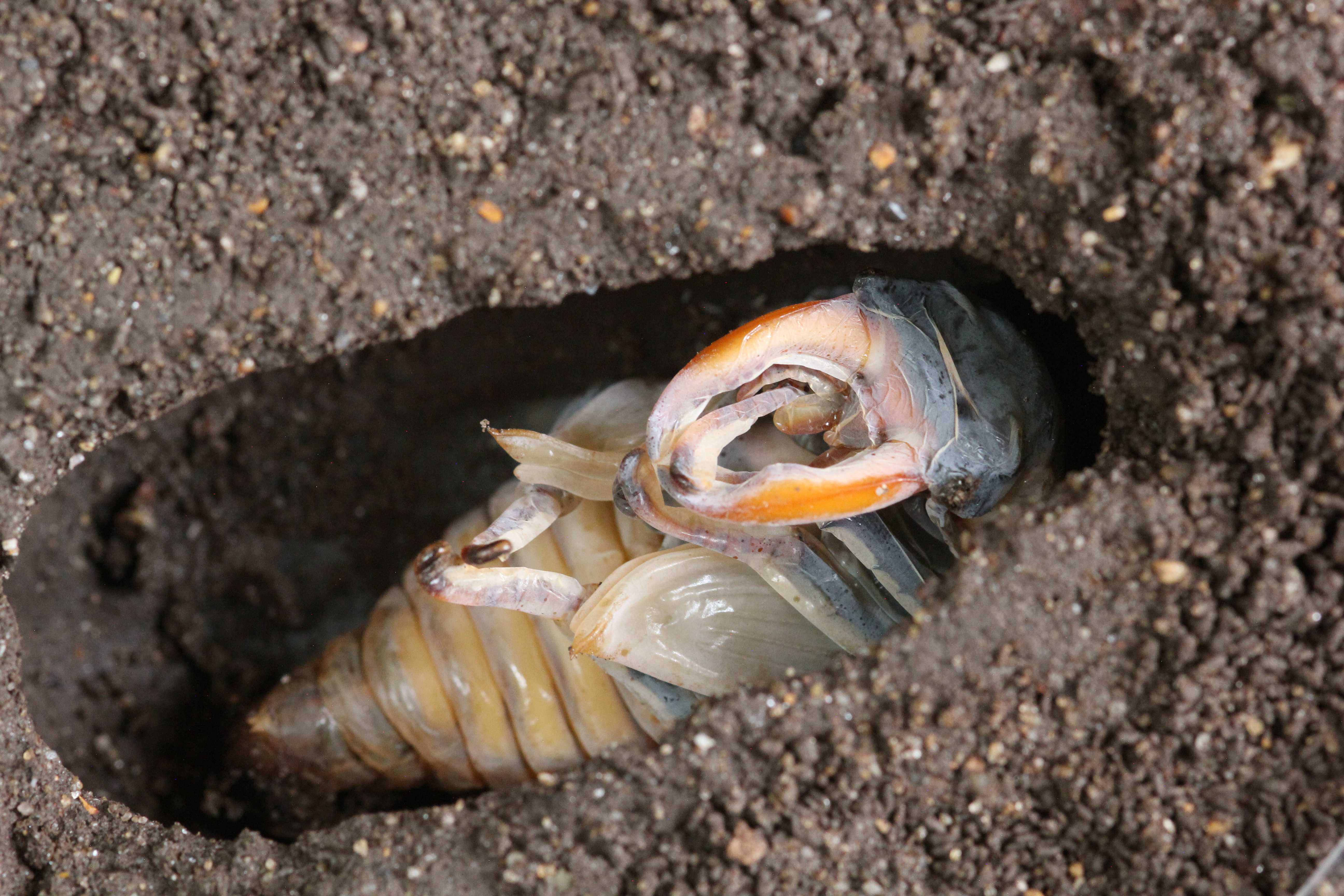
Poczwarka samca jelonka rogacza

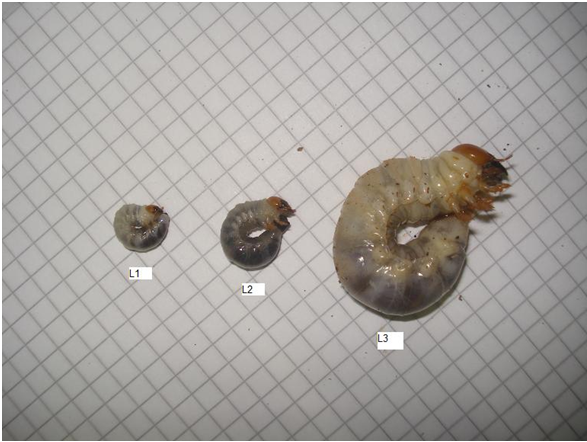
Larwy kolejnych stadiów jelonka rogacza

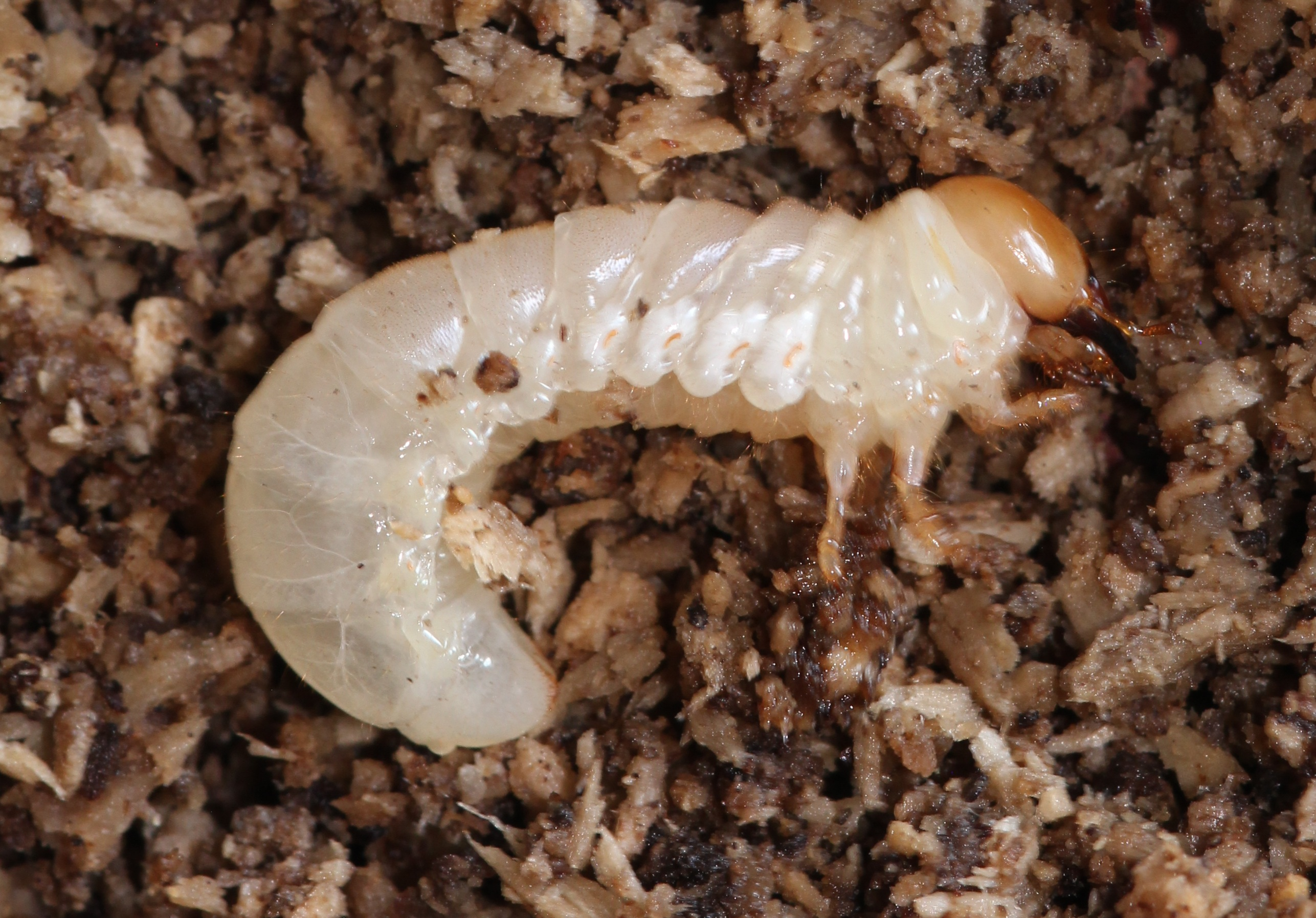
Larwa ciołka matowego

Larwy jelonkowatych to typowe pędraki o prawie walcowatym, rogalikowato wygiętym ciele. Ubarwienie mają kremowobiałe do żółtawego, ale tył ciała może być przyciemniony wskutek zgromadzonych w nim odchodów. Głowa jest silnie zesklerotyzowana i jasno ubarwiona, o wykształconym szwie epistomialnym i zaokrąglonym lub płatowatym szczycie wargi górnej. Żuwaczki są wydłużone i niesymetryczne. Głaszczki szczękowe budują 4 człony. Odnóża zbudowane są z 4 członów i zwieńczone pazurkami. Środkowa i tylna para odnóży ma aparaty strydulacyjne. Odwłok ma sitkowate przetchlinki, a jego segmenty od trzeciego do siódmego są wtórnie podzielone na dwa pierścienie. Otwór odbytowy jest podłużny lub Y-kształtny.
Poczwarka jest typu wolnego. Jej ruchliwość ograniczona jest do segmentów odwłoka. Może ona zacząć się wiercić, gdy zostanie zaniepokojona.

## Biologia i ekologia
Larwy rozwijają się w spróchniałych lub przegrzybiałych kłodach, pniach i korzeniach drzew i krzewów liściastych, a rzadziej iglastych. Konsumują one spróchniałą tkankę roślin, tworząc w nich chodniki. Za pomocą aparatów strydulacyjnych wydają one dźwięki informujące inne larwy o swojej lokalizacji. Dzięki temu mogą się one unikać w czasie żerowania. Przepoczwarczenie ma miejsce w komorze poczwarkowej wygryzionej w drewnie lub uformowanej w glebie przez larwę i w kokonie zbudowanym przez nią ze sklejonych wydzielinami trocin lub cząstek gleby. Długość cyklu rozwojowego zależy od warunków pokarmowych i klimatycznych; w strefie umiarkowanej może trwać do pięciu lat. Stadium poczwarki trwa od kilku tygodni do wielu miesięcy. W strefie umiarkowanej stadium owada dorosłego osiągane jest już na jesieni, ale pozostaje on w komorze poczwarkowej do wiosny kolejnego roku.
Owady dorosłe prowadzą dzienny, rzadziej zmierzchowy lub nocny tryb życia. Niektóre przylatują do światła. Pokarmem imagines mogą być młode liście i soki wypływające z uszkodzonych roślin, ale wiele gatunków prawdopodobnie w ogóle nie pobiera pokarmu w tym stadium. U wielu gatunków samce prowadzą walki o samice. Jaja składane są w szczelinach kłód i pni. Specyficzne narządy zwane mycangiami przechowują w ciele jelonkowatych mikroorganizmy wykorzystywane przez nie do trawienia celulozy. Samica uwalnia część zawartości swoich mycangiów na jaja i wokół nich, zaopatrując w ten sposób potomstwo w odpowiednią florę bakteryjną.
Larwy zjadają w ciągu życia znaczne ilości próchna, przyczyniając się do szybszego rozkładu martwego drewna. Nie mają one jednak znaczenia gospodarczego z uwagi na niską liczebność populacji.

## Rozprzestrzenienie i zagrożenie
Przedstawiciele rodziny znani są ze wszystkich krain zoogeograficznych (takson kosmopolityczny), ale najliczniej reprezentowani są w krainie orientalnej (tropikalna Azja). W Ameryce Północnej stwierdzono 24 gatunki z 8 rodzajów. W Europie występuje 14 gatunków z 6 rodzajów: ciołek (Dorcus), dębosz (Aesalus), jelonek (Lucanus), kostrzeń (Sinodendron), wynurt (Ceruchus) i zakliniec (Platycerus). W Polsce występuje 7 gatunków, reprezentujących wszystkie 6 rodzajów (zobacz: jelonkowate Polski).
Liczne gatunki jelonkowatych znalazły się w Czerwonej księdze gatunków zagrożonych Międzynarodowej Unii Ochrony Przyrody. W kategorii krytycznie zagrożonych (CR) znajdują się Colophon berrisfordi, Colophon cassoni, Colophon montisatris i Colophon primosi, w kategorii zagrożonych (EN):Colophon barnardi, Colophon eastmani, Colophon haughtoni, Colophon thunbergii, Colophon whitei, Dorcus alexisi, w kategorii narażonych (VU): Colophon cameroni, Colophon neli, Colophon stokoei, Colophon westwoodi, Dorcus mudimon, Lucanus busignyi, a kategorii bliskich zagrożenia (NT): wynurt lśniący.
W Polsce od 2017 dębosz żukowaty, wynurt lśniący i jelonek rogacz objęte są częściową ochroną gatunkową. Natomiast na Czerwonej liście zwierząt ginących i zagrożonych w Polsce znalazły się w kategorii zagrożonych (EN): dębosz żukowaty i jelonek rogacz, a w kategorii narażonych (VU) ciołek matowy i wynurt lśniący.

## Systematyka
Dotychczas opisano około 1200 gatunków jelonkowatych. Klasyfikuje się je w następujących podrodzinach:
- †Protolucaninae Nikolajev, 2007
- Aesalinae MacLeay, 1819
- †Ceruchitinae Nikolajev, 2006
- Syndesinae MacLeay, 1819
- Lampriminae MacLeay, 1819
- Lucaninae Latreille, 1804
- †Paralucaninae Nikolajev, 2000

Ich najbliższymi krewnymi są Diphyllostomatidae.

## Galeria

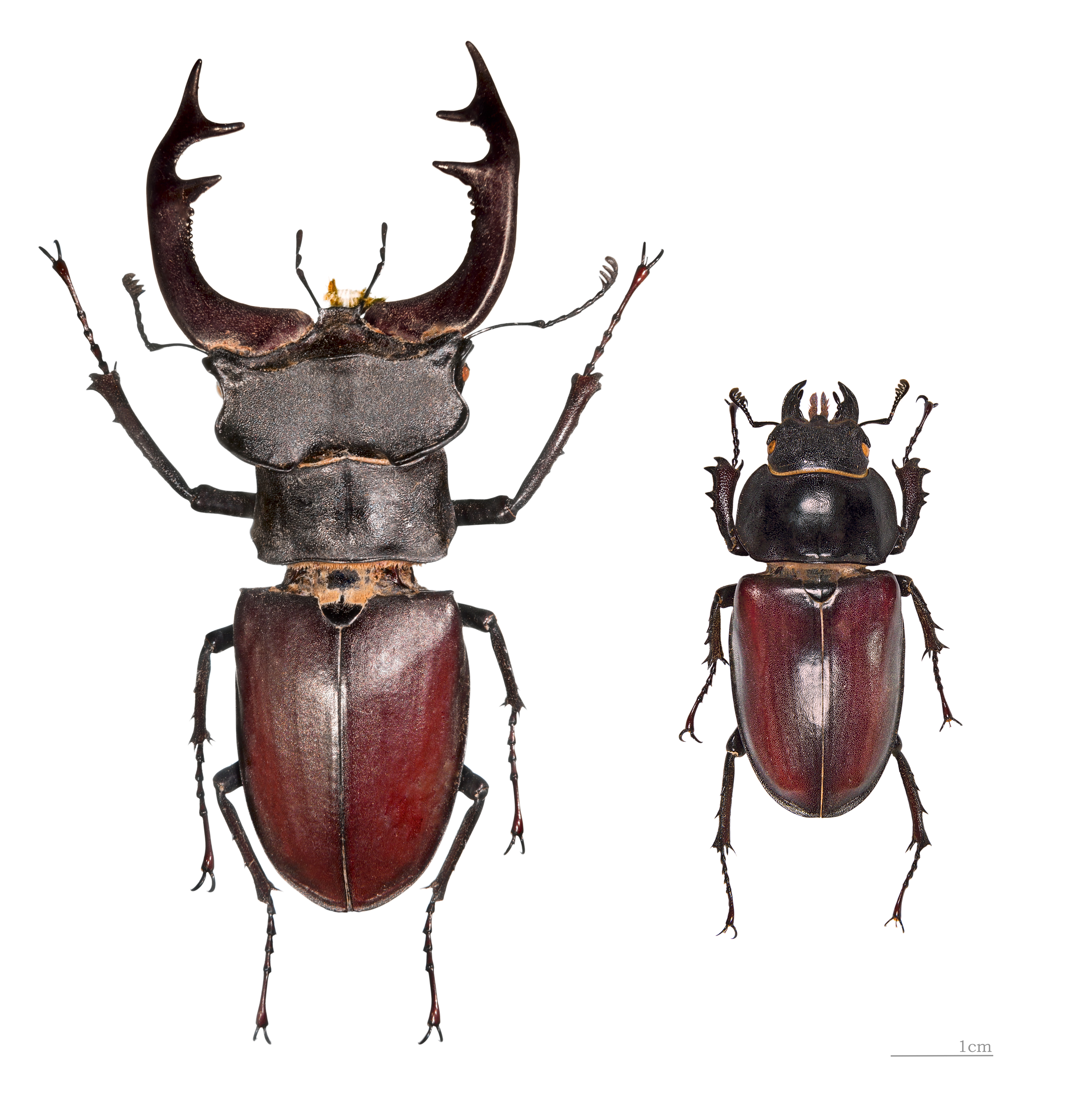
Jelonek rogacz, samiec i samica
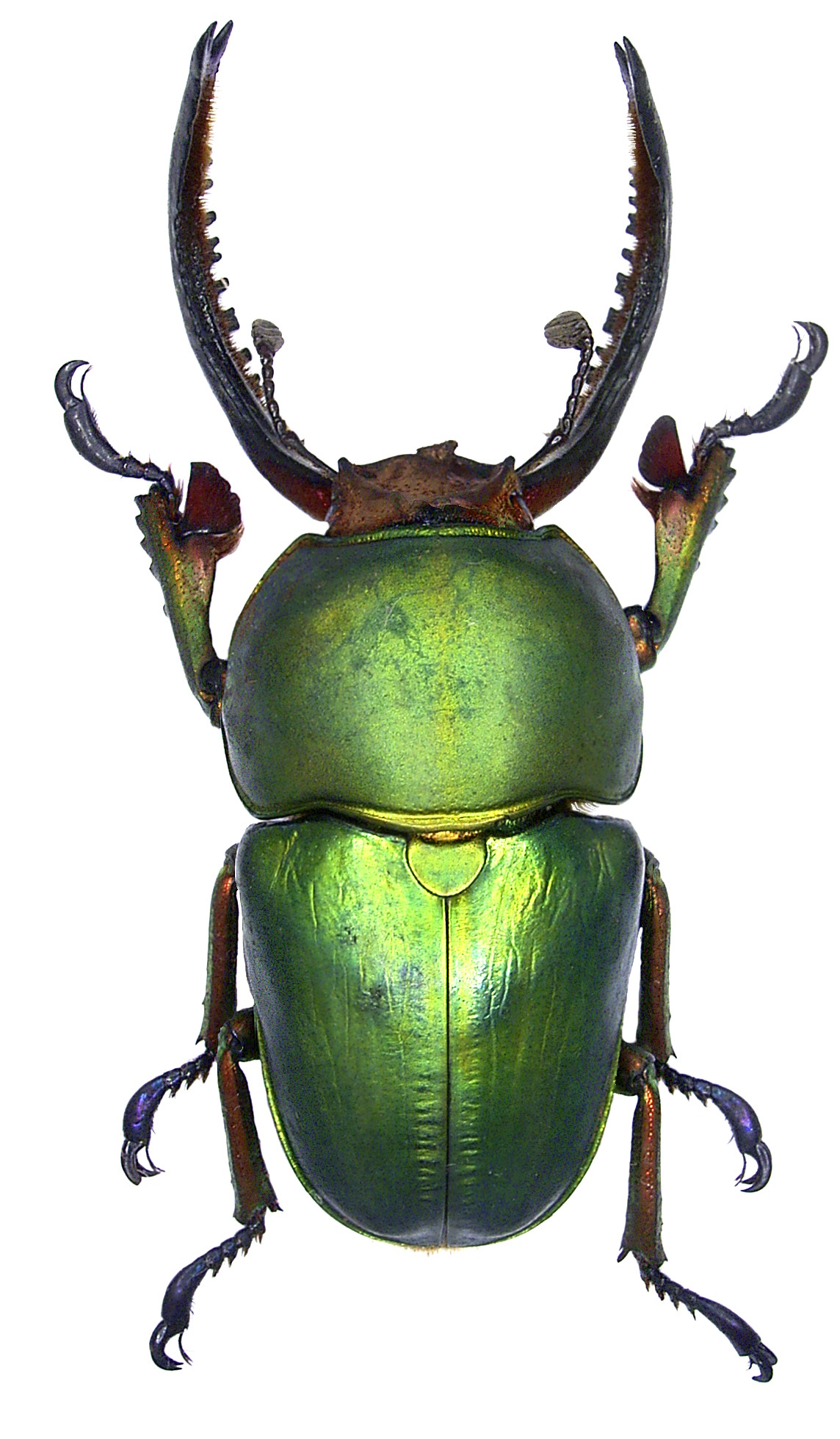
Lamprima adolphinae, samiec
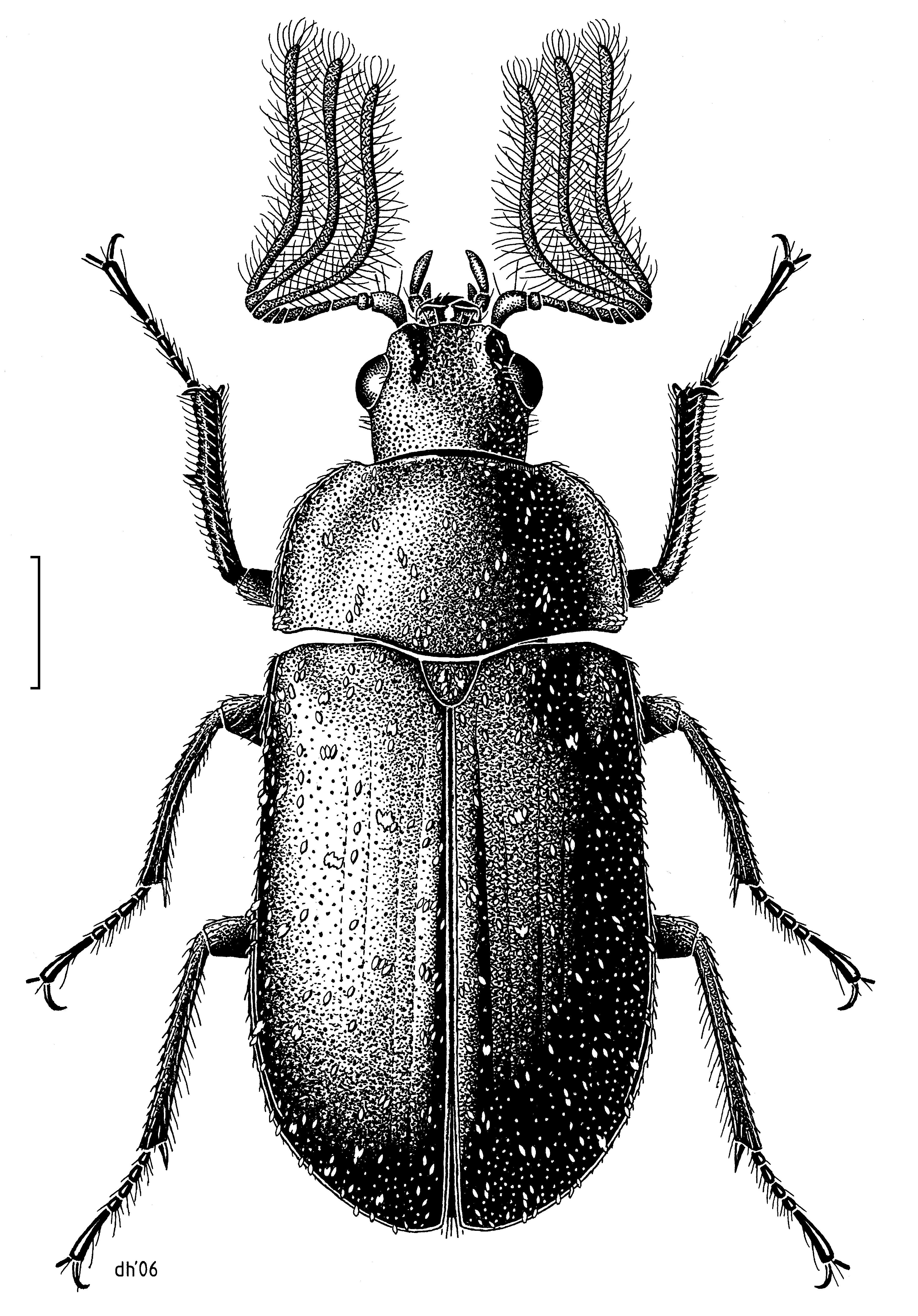
Mitophyllus macrocerus, samiec
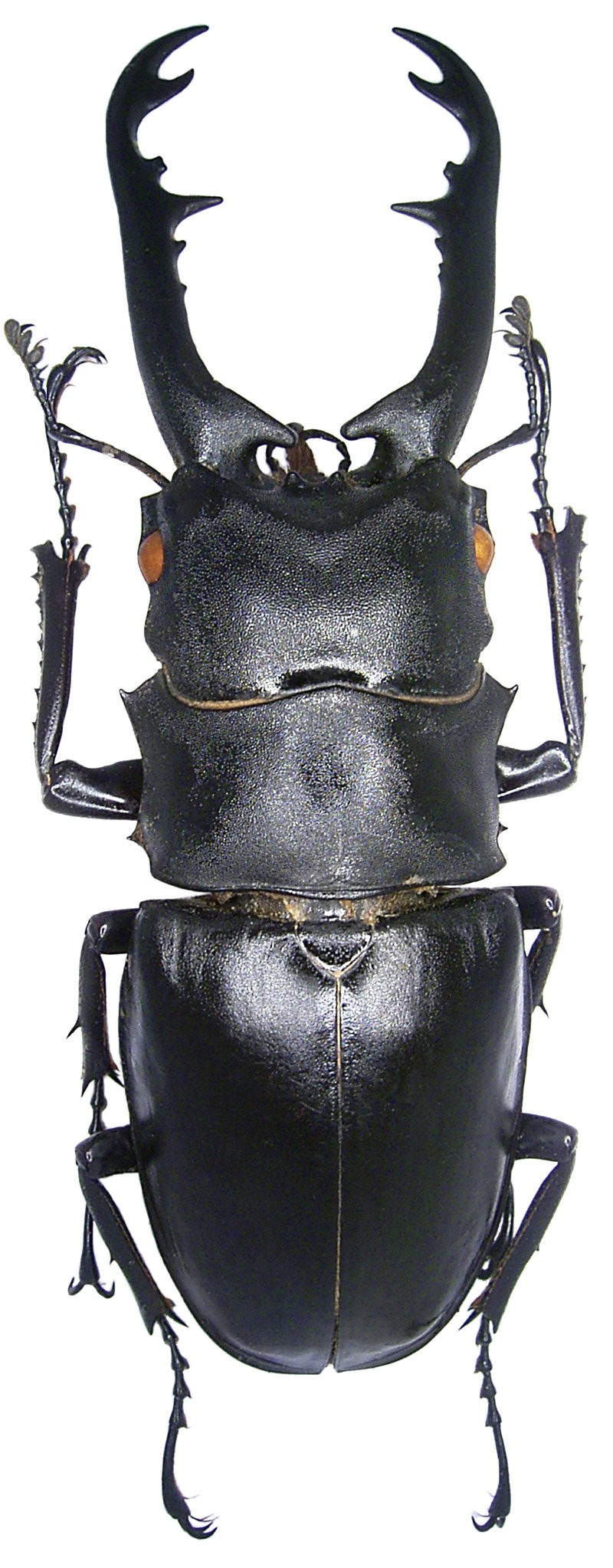
Prosopocoilus giraffa, samiec
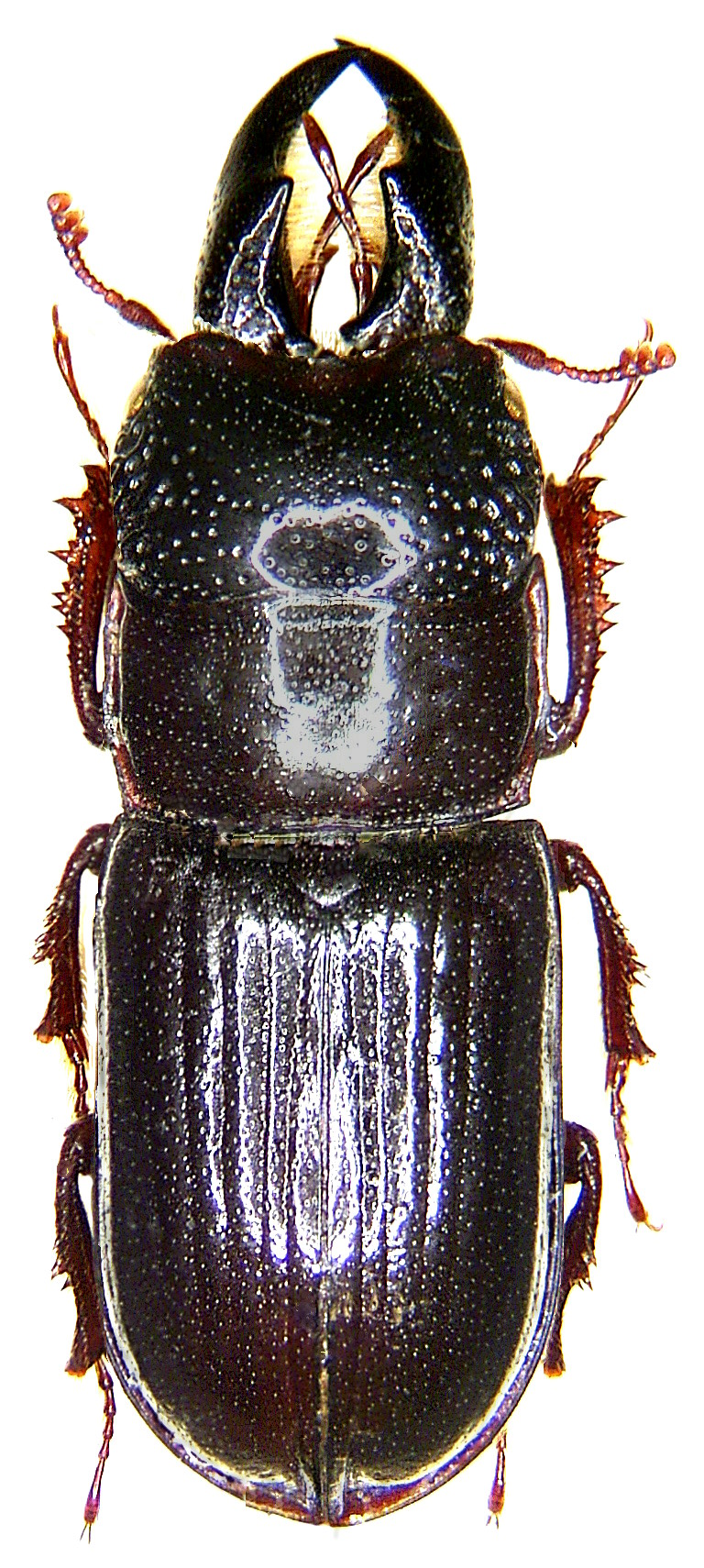
Wynurt lśniący
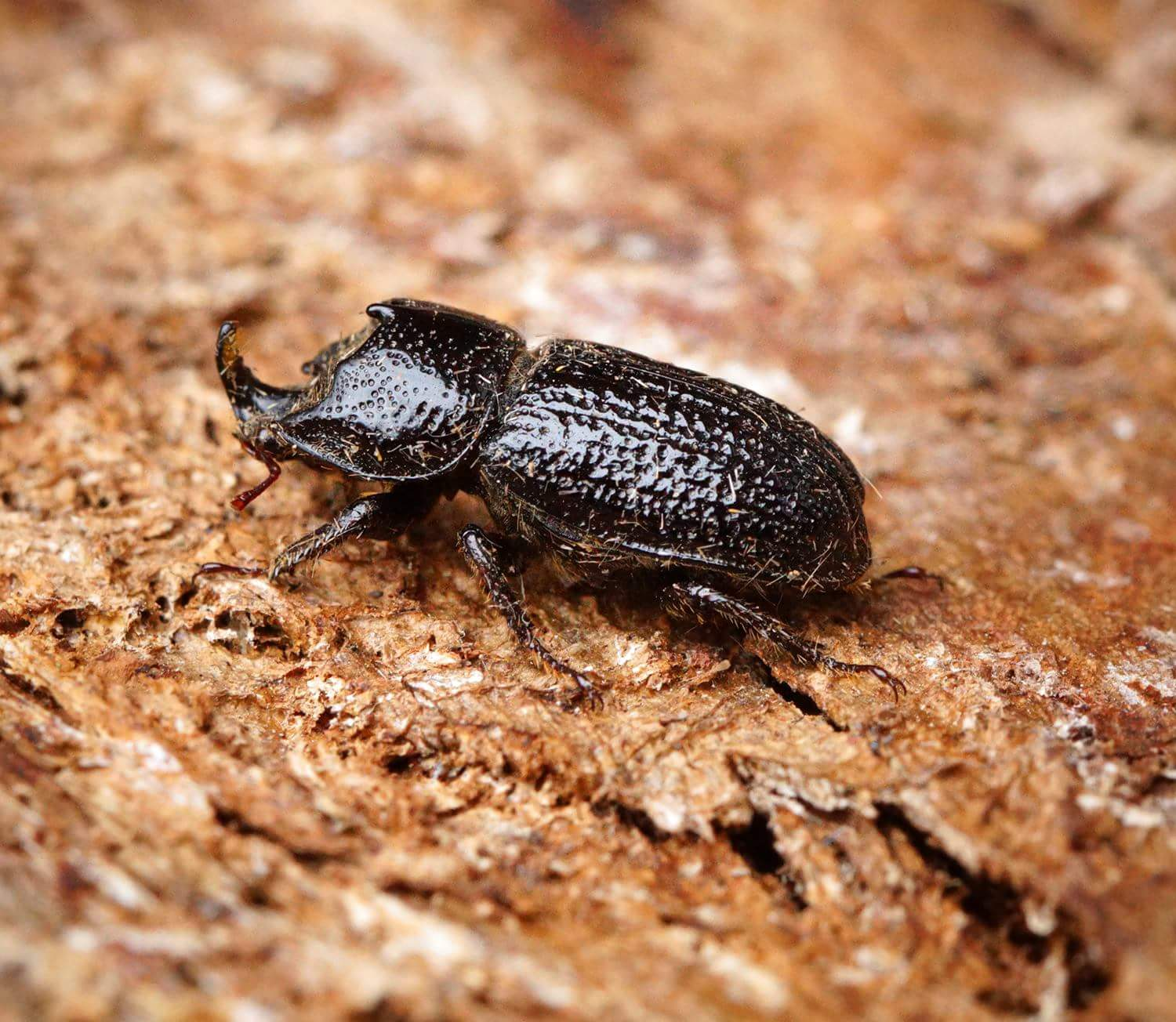
Kostrzeń baryłkowaty
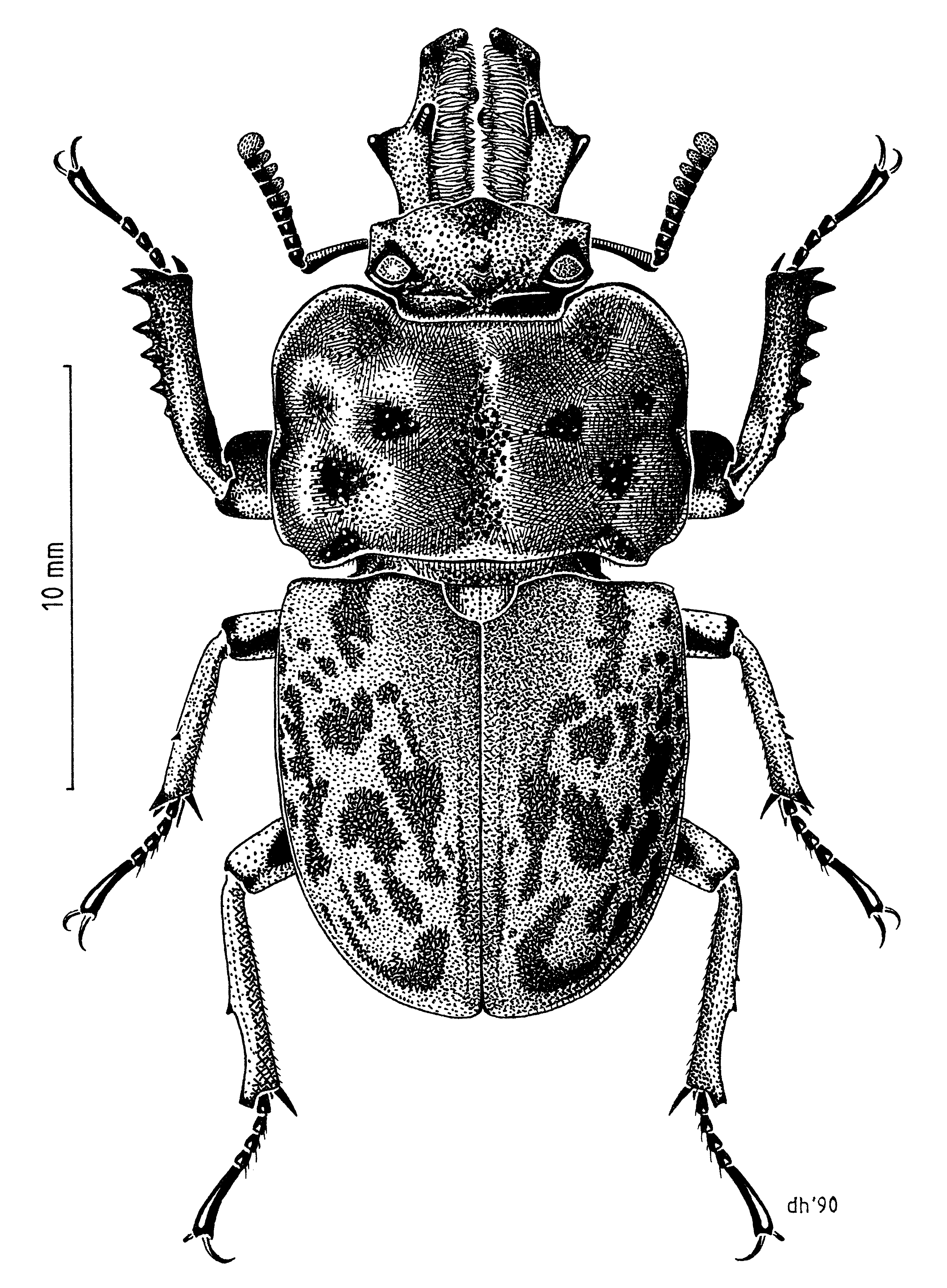
Ryssonotus nebulosus
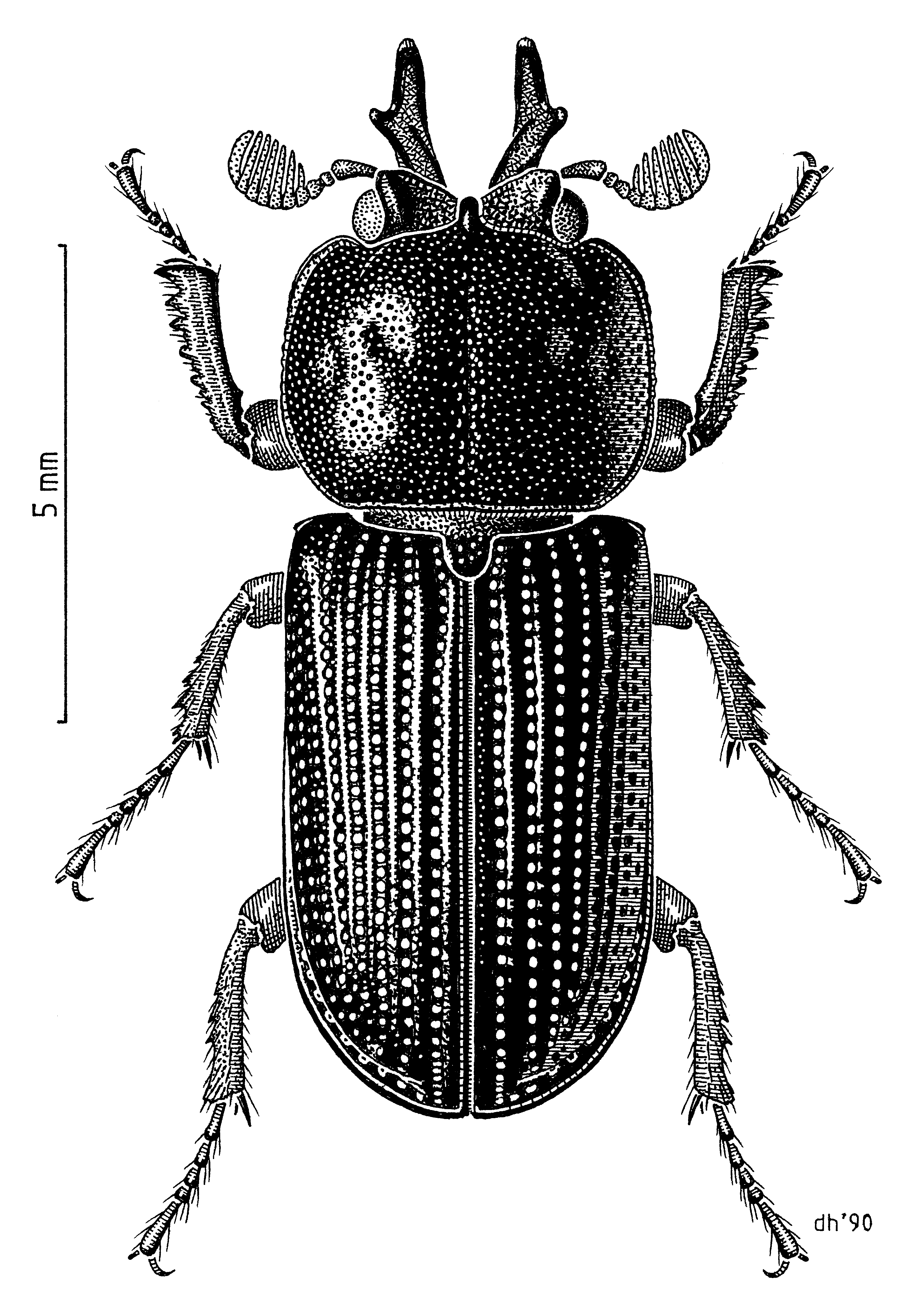
Syndesus cornutus, samiec
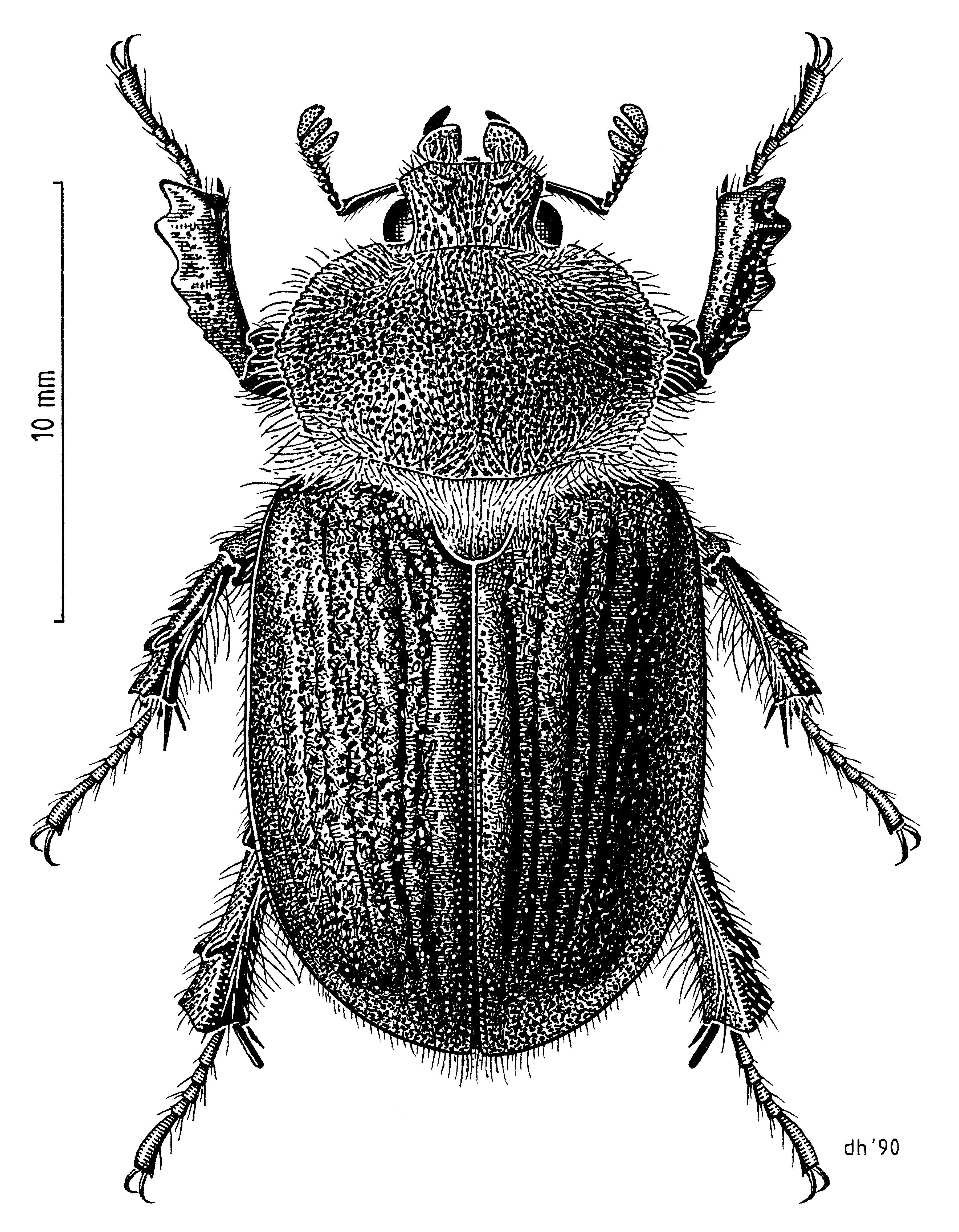
Dendroblax eralii, samiec
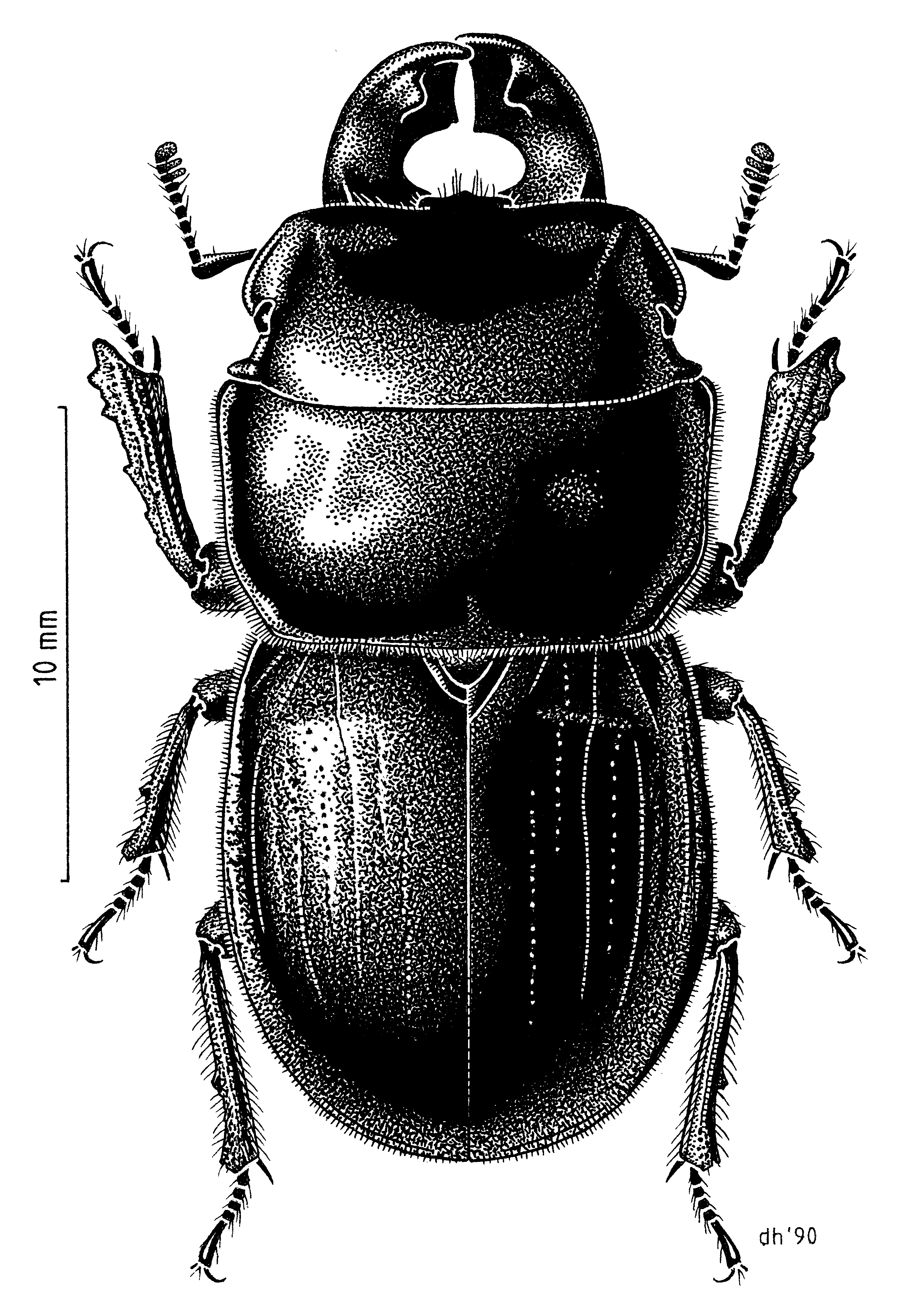
Geodorcus sororum
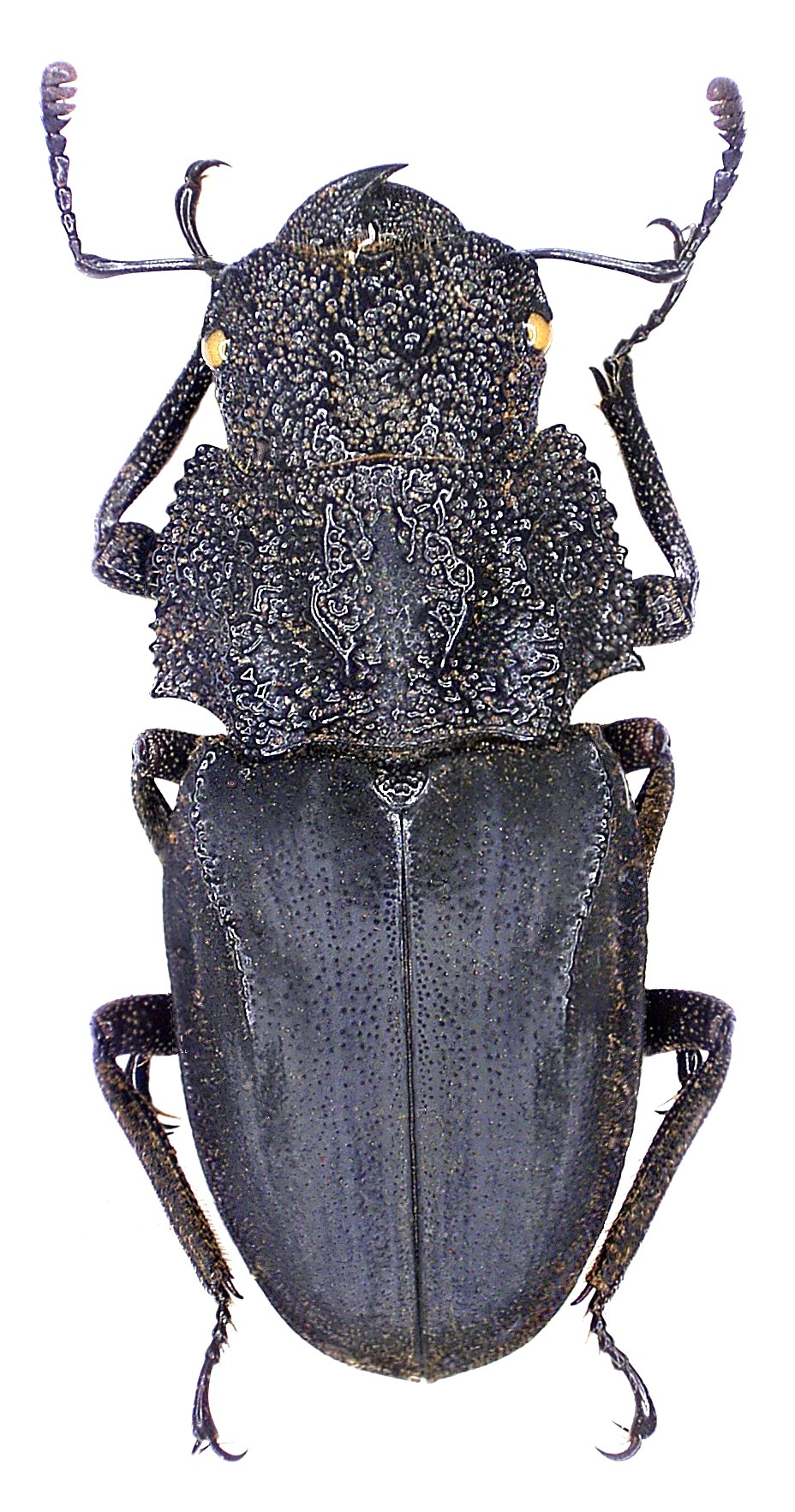
Cantharolethrus luxeri, samica
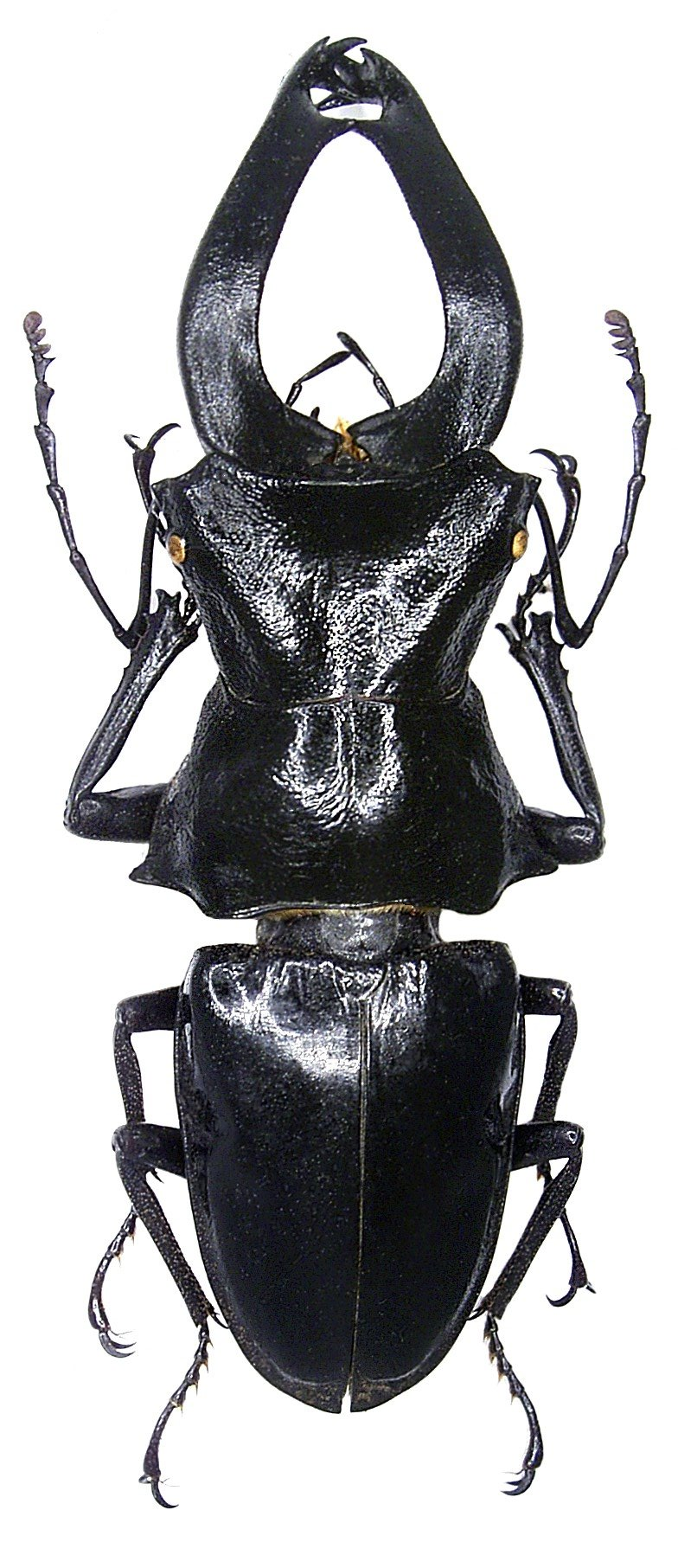
Cantharolethrus luxeri, samiec